# Шарчоп
Шарчоп (дзонґ-ке ཤར་ཕྱོགས་, Вайлі shar-phyogs «східні люди») — народ, що проживає в південно-східній і південній Азії.
Найбільше поширення мають у центральному та західному Бутані, де становлять 20 % від загальної кількості населення. Більшість шарчоп розмовляють мовою цангла, яка так само поширена у народів південного Тибету. Також шарчоп вивчають державну мову Бутану дзонг-ке, а деякі розмовляють асамською та гінді.
Цьому народу найближчою є культура Тибету і його жителів, яку вони перейняли в результаті тривалого контакту з ними. Більшість шапчоп сповідує тибетський буддизм і анімізм (бон).
Шарчоп традиційно займаються підсічно-вогневим землеробством. Вони протягом трьох або чотирьох років саджають рис, а коли ґрунт виснажиться — рухаються далі. Однак з 1969 року ця практика в Бутані була офіційно заборонена.